# BirEdit
BirEdit — свободный текстовый редактор с открытым исходным кодом для 32-битных операционных систем Microsoft Windows.

## Описание
Текстовый редактор представляет собой мощное средство для редактирования текстов, рассчитанное как для простых пользователей, которых не устраивает скромная функциональность стандартного блокнота Windows, так и для профессиональных программистов.
BirEdit имеет простой в использовании графический интерфейс, поддерживает подсветку синтаксиса популярных языков программирования, плагины и Unicode, способен редактировать и сохранять файлы в самых популярных кодировках и многое другое. Текстовый редактор базируется на компоненте SynEdit, написан на Delphi и распространяется под лицензией GNU GPL.

## Возможности
- Поддержка Unicode.
- Подсветка синтаксиса.
- Поддержка кодировок UTF-16 little endian, UTF-16 big endian, UTF-8, UTF-7.
- Редактирование файлов размером более 64K.
- Работа с DOS/Windows, Unix- и Mac-форматами перевода строки.
- Многоуровневый откат действий.
- Быстрые поиск/замена строк текста.
- Интернациональная поддержка.
- Полная поддержка Unicode строк на Unicode системах (Windows 2000/XP/2003/Vista/2008/7/8/8.1).
- Открытый исходный код.
- Портативная версия.